# Chamois
Chamois (pronuncia fr. ʃamwa , Tsamoué in patois valdostano) è un comune italiano sparso di 110 abitanti della Valtournenche, valle laterale della Valle d'Aosta. È l'unico comune d'Italia situato sulla terraferma in cui non è prevista la circolazione di autoveicoli. Il comune è raggiungibile unicamente in funivia, con partenza da Buisson, a piedi tramite la mulattiera "les Seingles" da Buisson, mediante una strada poderale semi-pianeggiante da La Magdeleine, oppure attraverso l'altiporto per piccoli aeroplani. Il divieto di circolazione di autoveicoli e motoveicoli sul territorio comunale favorisce inoltre il turismo a mobilità dolce, per cui Chamois è stato inserito nel consorzio delle Perle delle Alpi.

## Geografia fisica

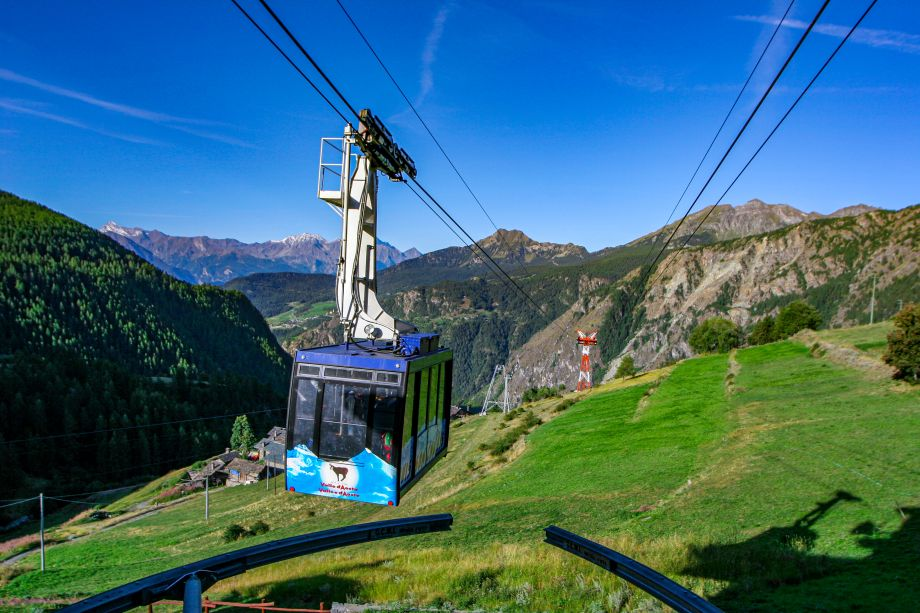
Funivia Buisson-Chamois

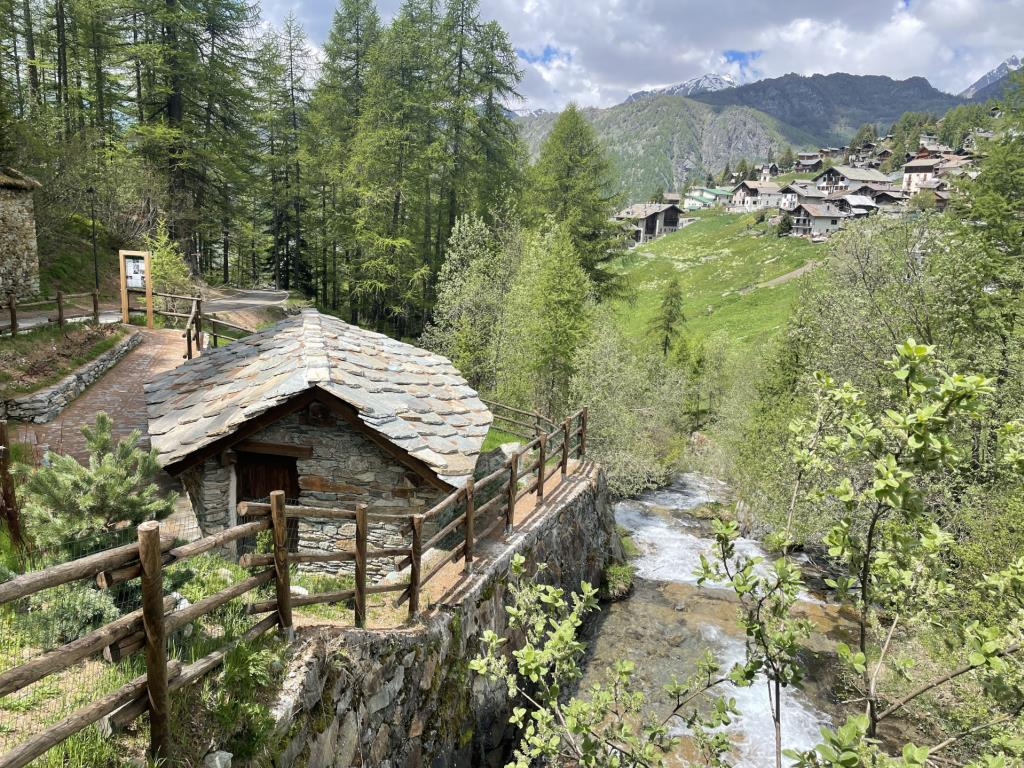
Il mulino di Corgnolaz

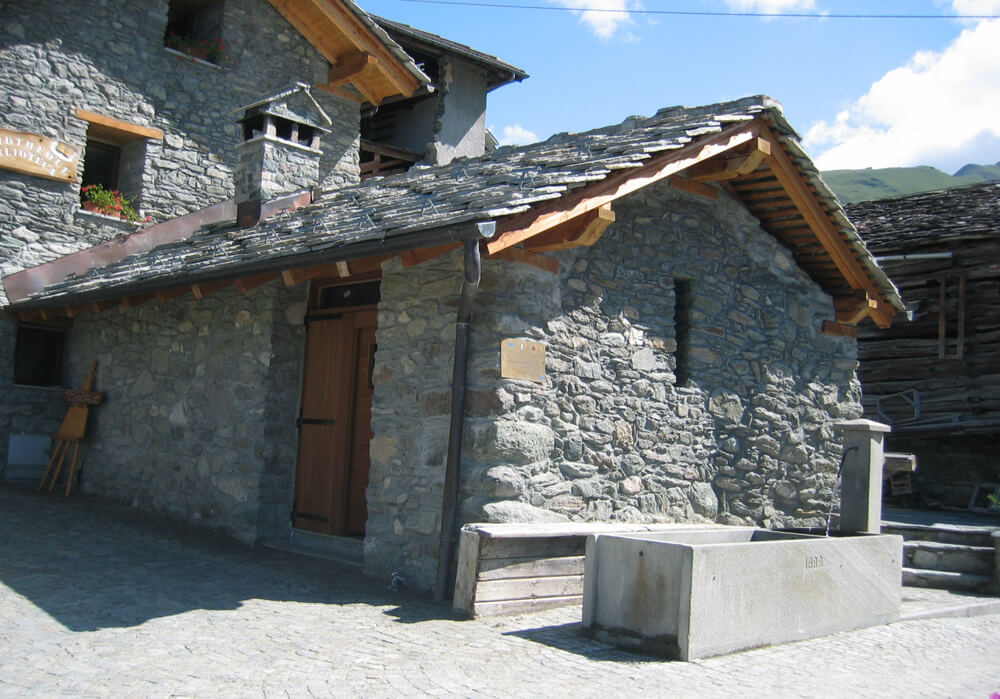
Il forno di Corgnolaz

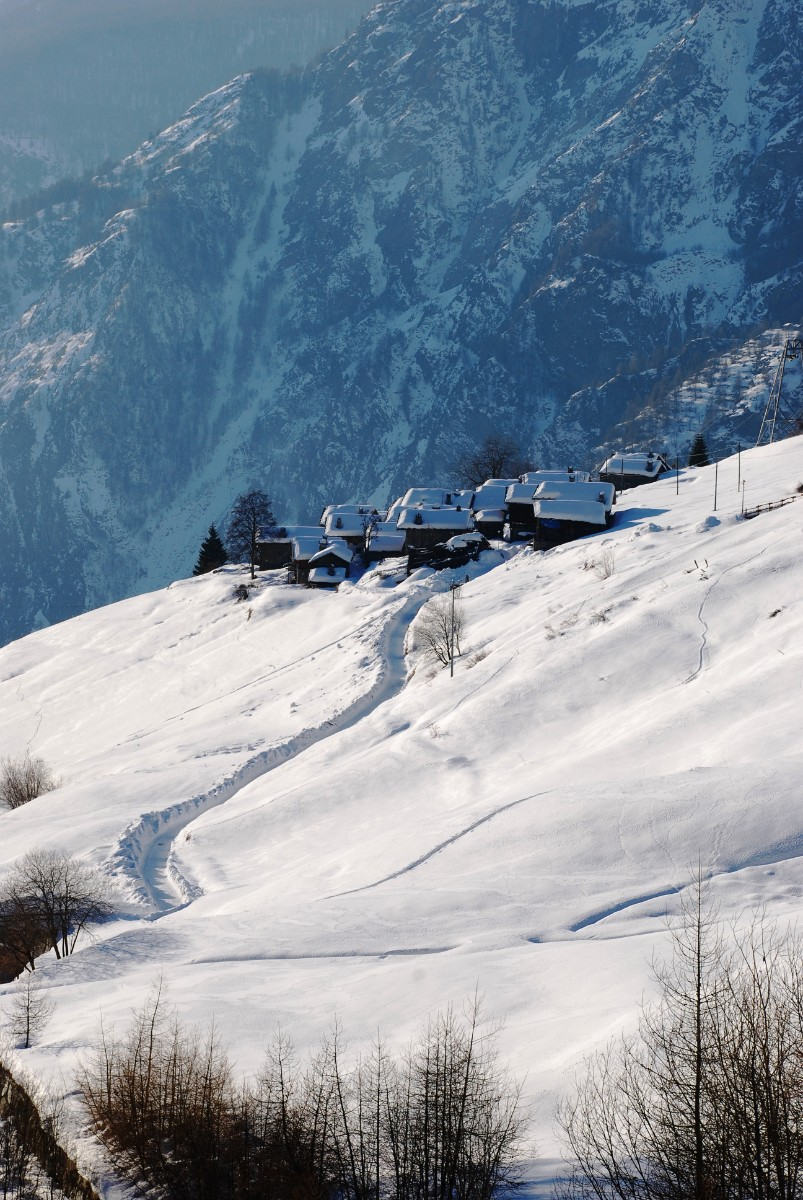
Il villaggio La Ville

Chamois si trova nella media Valtournenche. il territorio di Chamois confina a nord con il comune di Valtournenche, a ovest con quello di Antey-Saint-André, a sud con quello de La Magdeleine e a est con quello di Ayas. Chamois comprende quasi tutta la valle del torrente omonimo e del Saverou (o Soverou), tributari del torrente Marmore, e l'altopiano del Rû de la Cleyva-Bella. Con una superficie di circa 14 km², il comune si compone di diverse frazioni: Caillà, Corgnolaz (sede comunale), Crépin, Lac de Lod, Lieussel, Suisse, La Ville. Le vette delle montagne comprese nel suo territorio superano i 2.500 metri e il punto più alto del comune è rappresentato dalla Becca Trecare (3.033 m). Dal capoluogo, una serie di strade poderali raggiungono i principali alpeggi localizzati sul territorio.

### Territorio
- Classificazione sismica: zona 4 (sismicità molto bassa)[8].

### Idrografia
Tutto il territorio comunale è ricco d’acqua reflua superficiale drenata essenzialmente dai torrenti Chamois e Saverou, ambedue allungati in direzione est-ovest e tributari di destra del torrente Marmore. La presenza di rocce carbonatiche nella zona di Cleyva-Bella favorisce una circolazione sotterranea di tipo carsico; nel comprensorio del comune sono presenti ben 24 sorgenti, delle quali 15 sono utilizzate dalla rete acquedottistica; le sorgenti sono di tipo semi-perenne, hanno portata massima nel mese di giugno e minima nel mese di febbraio e si possono estinguere solo in occasione di eccezionali siccità.  I due principali corsi d’acqua (Chamois e Saverou) che solcano il territorio comunale presentano uno sviluppo ridotto e un profilo della pendenza media assai elevata.

## Clima
Data la quota, Chamois ha un clima tipicamente alpino. Gli inverni sono freddi e le precipitazioni sono per lo più nevose; nevicate intense possono infatti colpire il territorio comunale durante la stagione fredda. L'esposizione a sud contribuisce a mitigarne leggermente le giornate invernali. Le estati sono fresche e con frequenti episodi temporaleschi. Durante tutto il corso dell’anno è possibile la presenza di forti venti, tipici delle zone di montagna e di fondovalle.

## Storia
Non ci sono prove che l'area di Chamois fosse abitata in epoca romana o preromana. Si ritiene che i primi coloni si siano insediati nella zona intorno al basso Medioevo, quando la progressiva espansione demografica che seguì l'anno Mille provocò il dissodamento e il popolamento di ampie aree, prima disabilitate o sfruttate soltanto stagionalmente per la transumanza.
Come nel resto della regione, anche in questo comune è diffuso il patois valdostano.

### Origine del nome
Il toponimo Chamois corrisponde alla parola francese chamois, che indica il camoscio. In epoca fascista, il toponimo fu italianizzato in Camosio, dal 1939 al 1946.

### Simboli
Lo stemma e il gonfalone sono stati concessi con decreto del presidente della Giunta Regionale del 24 aprile 2002.
Gli smalti dello scudo e la sua composizione si basano sul blasone della famiglia Challant, antichi signori del luogo (d'argento al capo di rosso, alla banda di nero attraversante sul tutto). Il camoscio (in francese chamois) è un'arma parlante con riferimento al nome del comune.
Il gonfalone è un drappo partito di rosso e di nero.

## Monumenti e luoghi d'interesse
- La chiesa parrocchiale di San Pantaleone, in località Lieussel, è dedicata a san Pantaleone ed è stata ricostruita più volte: l'ultima risale al 1838. L'altare maggiore proviene dalla parrocchia di Torgnon ed è in legno intagliato, dipinto e in parte dorato, ospita una tela dell'Immacolata Concezione. Ospita inoltre alcune statue lignee di San Pantaleone, un Santo Papa e un Santo Vescovo[13]. La festa patronale (27 luglio) viene solitamente celebrata l'ultima domenica di luglio.
- Sopra l'abitato di Corgnolaz, a circa 2019 metri s.l.m, si trova il lago di Lod, presso l'omonima frazione, raggiungibile sia a piedi sia tramite seggiovia.
- L'altiporto venne realizzato nel 1967 da un’idea di Cesare Balbis, che aveva visto un’analoga struttura a Courchevel, in Francia. Balbis aveva, infatti, preso il brevetto per l’atterraggio in montagna in Francia, mentre in Italia la legge che regolamentava questo tipo di volo fu approvata solo nel 1968. Si tratta del primo altiporto in Italia, in quanto venne inaugurato il 10 settembre 1967[14].
- Il santuario di Domenico Savio, sul col Clavalité, a circa 2535 m s.l.m., si trova nei pressi del confine con il comune di Valtournenche. Ogni anno, durante la prima domenica di agosto, il santuario è meta di un momento di ritrovo congiunto degli abitanti dei due comuni.
- Forno a legna del villaggio Corgnolaz.
- Forno a legna a La Ville.
- Forno a legna del villaggio Suisse.
- Mulino ad acqua comunale.
- Rascard de la tradechón, per esposizioni e mostre.

## Società

### Evoluzione demografica
Abitanti censiti

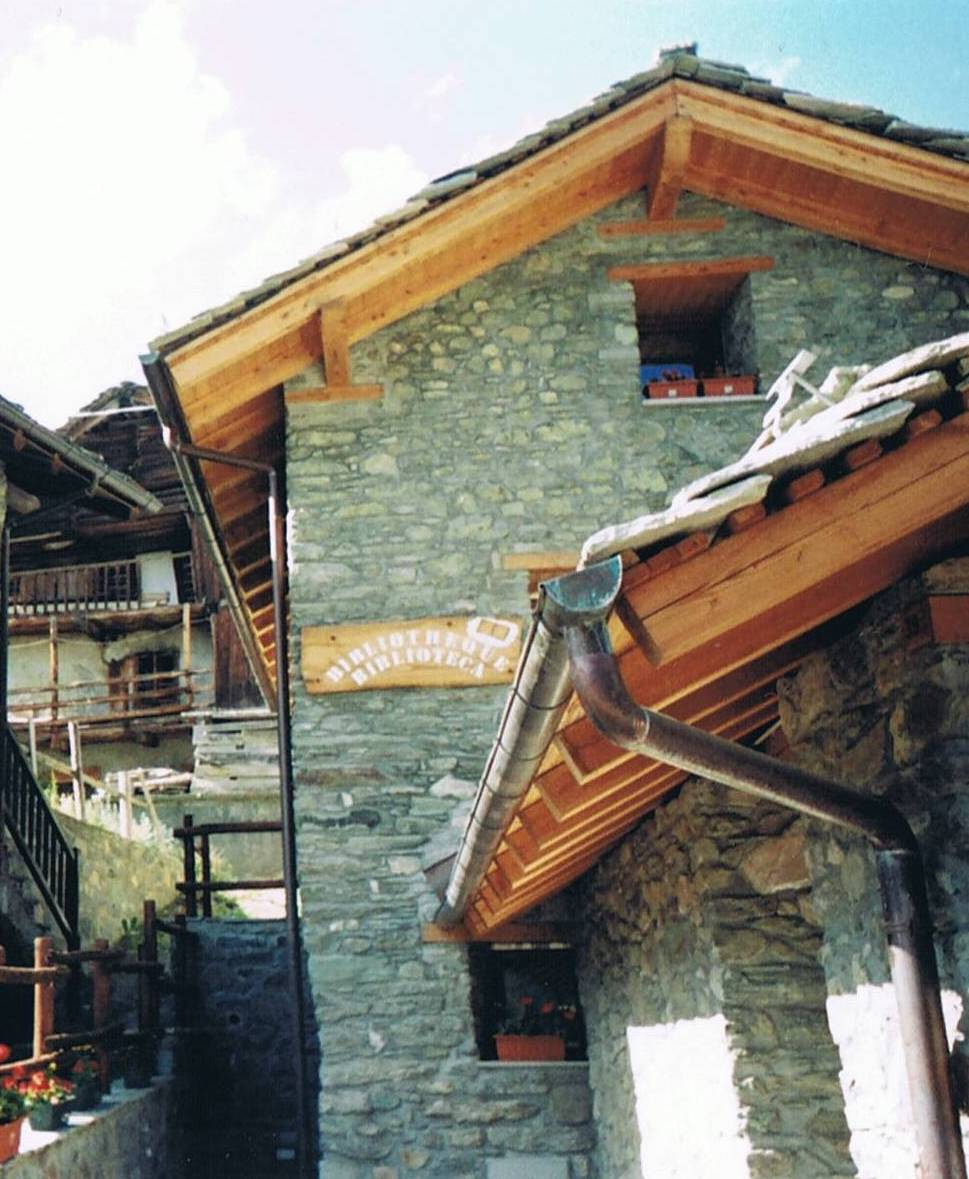
Biblioteca

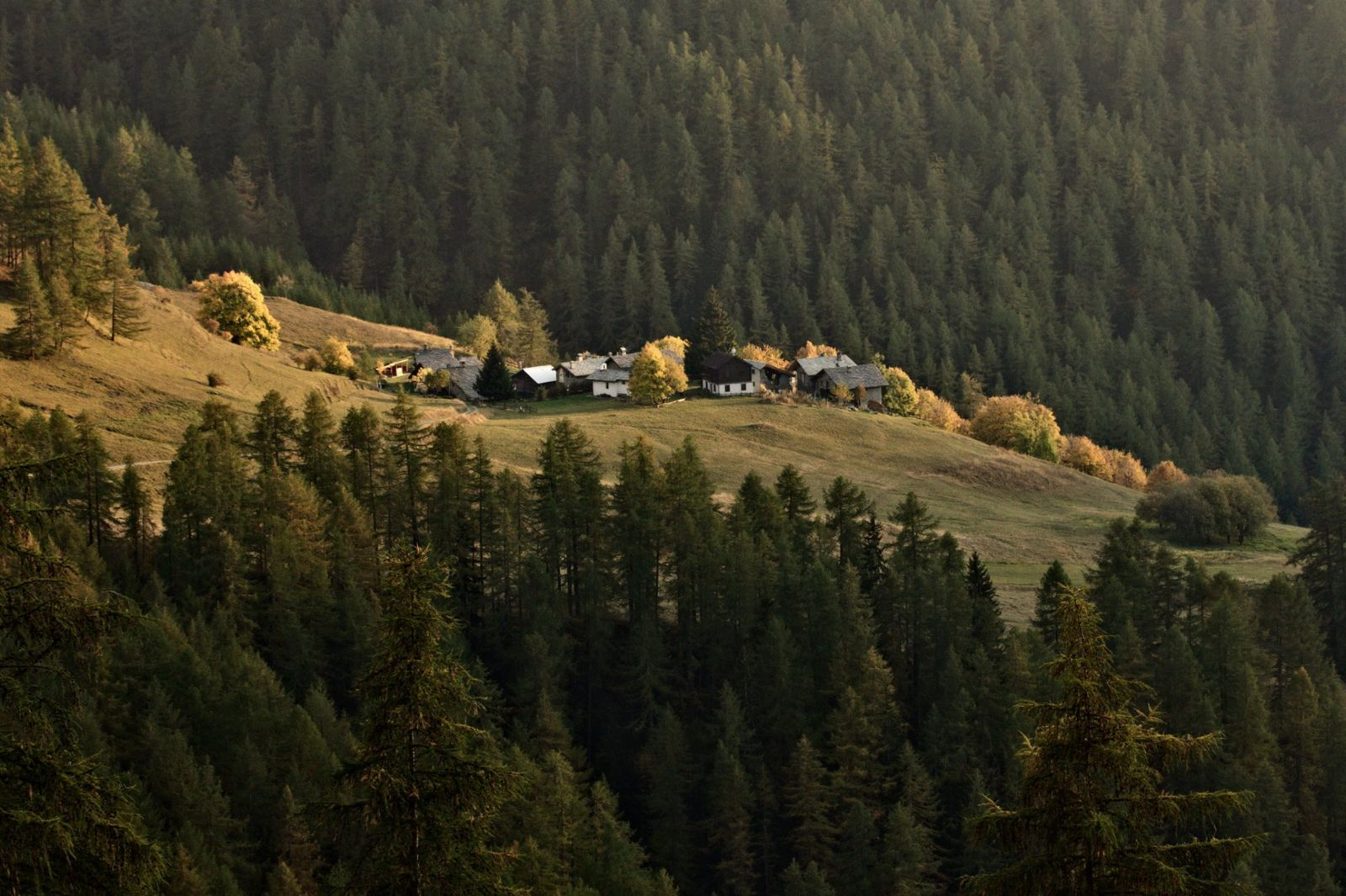
Il villaggio Suisse

Dal punto di vista dell’utilizzo antropico del territorio, la maggior parte degli insediamenti abitativi permanenti si concentra lungo l’ampia fascia di versante compresa tra l’alveo del torrente Chamois e la dorsale Punta Fontana Fredda- Mont Charvat. Nel periodo di ferie estive ed invernali si segnala tuttavia un significativo aumento della popolazione turistica che si somma a quella residente.

## Cultura
Il comune ospita dal 2010 CHAMOISic, il festival di “altra musica in alta quota“ diretto dal trombettista Giorgio Li Calzi. CHAMOISic è l’unico (free) festival italiano che colloca musica sperimentale, elettronica e jazz in un contesto naturalistico d’eccezione come quello di Chamois. 

### Biblioteca
Al villaggio di Corgnolaz nº 5 è presente la biblioteca comunale, che attualmente possiede circa 3000 volumi in lingua italiana e francese. Sono inoltre presenti tre postazioni con connessione a Internet.

### Documentari girati a Chamois
- 2012: La Suisse d'Emilio di Joseph Péaquin[17], sulla vita di Emilio Lettry, ultimo abitante del villaggio Suisse.

- 2021: ChamoiSic. Il film. Regia di Dario Timpani, fotografia di Alberto Mantovani.

## Infrastrutture e trasporti
Chamois è noto per essere l'unico comune in Italia in cui vige il divieto di circolazione di auto e moto veicoli. È raggiungibile esclusivamente in funivia, a piedi, oppure con auto o motoveicolo adatto fuoristrada o con aerei piccoli (previa autorizzazione). L'impianto funiviario collega il capoluogo (Corgnolaz) con la località di Buisson, situata a fondovalle nel comune di Antey-Saint-André, con un dislivello di circa 700 metri. La costruzione della funivia come unica via di accesso regolare al paese, venne decisa del 1953, quando gli abitanti del paese la votarono al fine di sostituire la vecchia mulattiera. 
Una particolarità di Chamois è inoltre la presenza di un altiporto, il primo in Italia. Esso occupa un’area di circa 12.000 metri quadrati, con una pista con pendenza del 19-20%, sulla quale possono atterrare piccoli aerei da turismo, ultraleggeri, deltaplani, parapendii e gli elicotteri dei servizi di emergenza, in caso di inagibilità del campo sportivo situato nel capoluogo.

## Economia

### Turismo
Una delle risorse di cui Chamois gode è il turismo, soprattutto invernale, che impiega circa la metà della popolazione attualmente residente. Ci sono infatti alcuni impianti di risalita che permettono di sciare in inverno su circa 14 chilometri di piste, e d'estate di fare molte passeggiate.

### Impianti di risalita
Alla stagione 2010-2011, escluse la funivia e la teleferica che raggiungono il paese, gli impianti di risalita sono:
- 2 tappeti per i principianti
- Seggiovia biposto Corgnolaz-Lago Lod

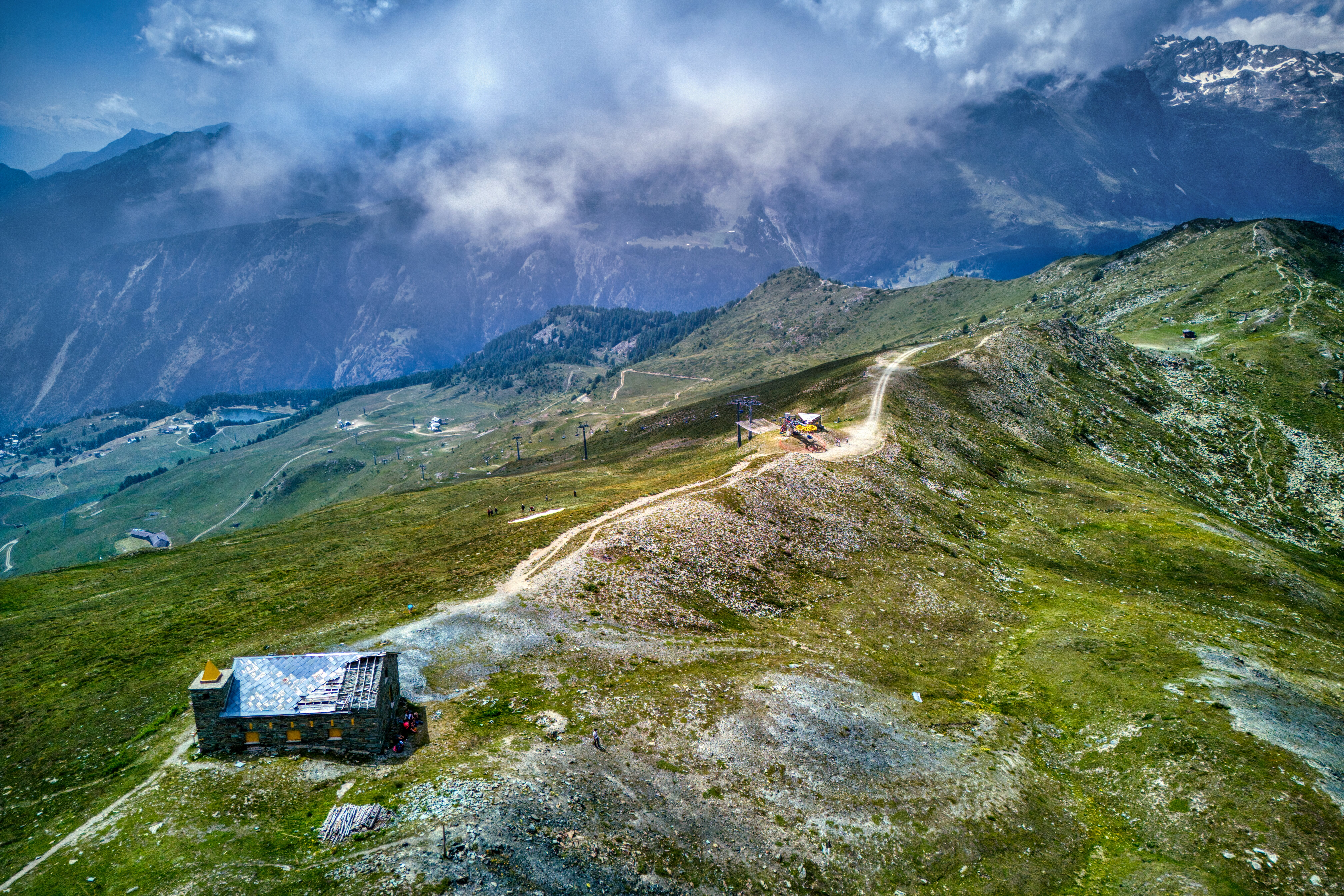
Seggiovia biposto Falinère

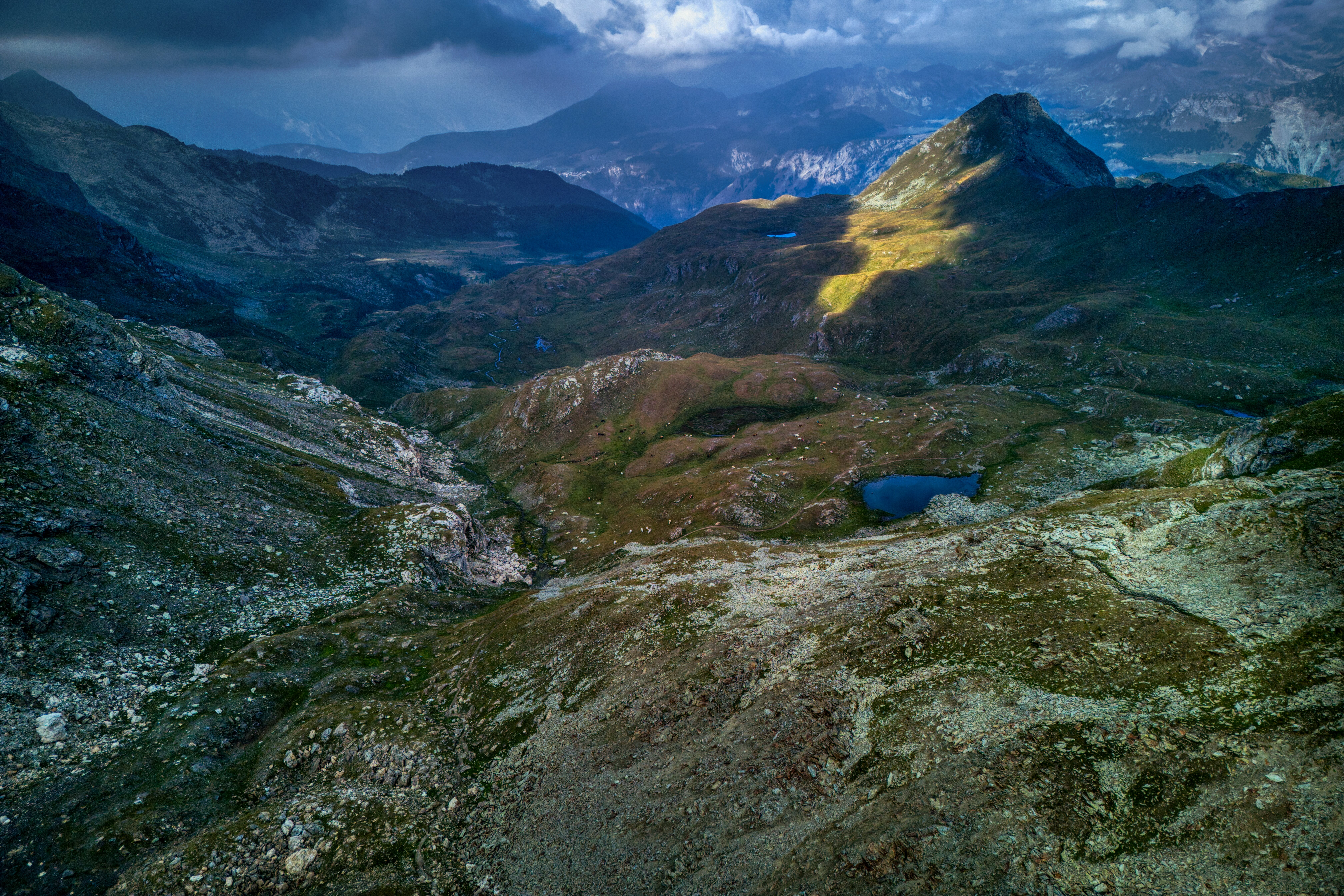
Punta Falinère - vista dal Col de Nannaz

- Seggiovia biposto Lago Lod-Teppa
- Seggiovia biposto Falinère

### Artigianato
Importante e tipica è la lavorazione del legno finalizzata alla realizzazione di vari oggetti, quali statuine, sabot e cesti in legno di nocciolo. 
Prosegue ancor oggi, a Chamois, la tradizione del pane nero (di segale) cotto a legna tipico della cucina valdostana. Il pane nero, molto apprezzato dagli amanti della cucina tradizionale di montagna, viene realizzato con farina di frumento integrale, di segale e avena. 

## Amministrazione
Fa parte dell'Unité des Communes valdôtaines Mont-Cervin.

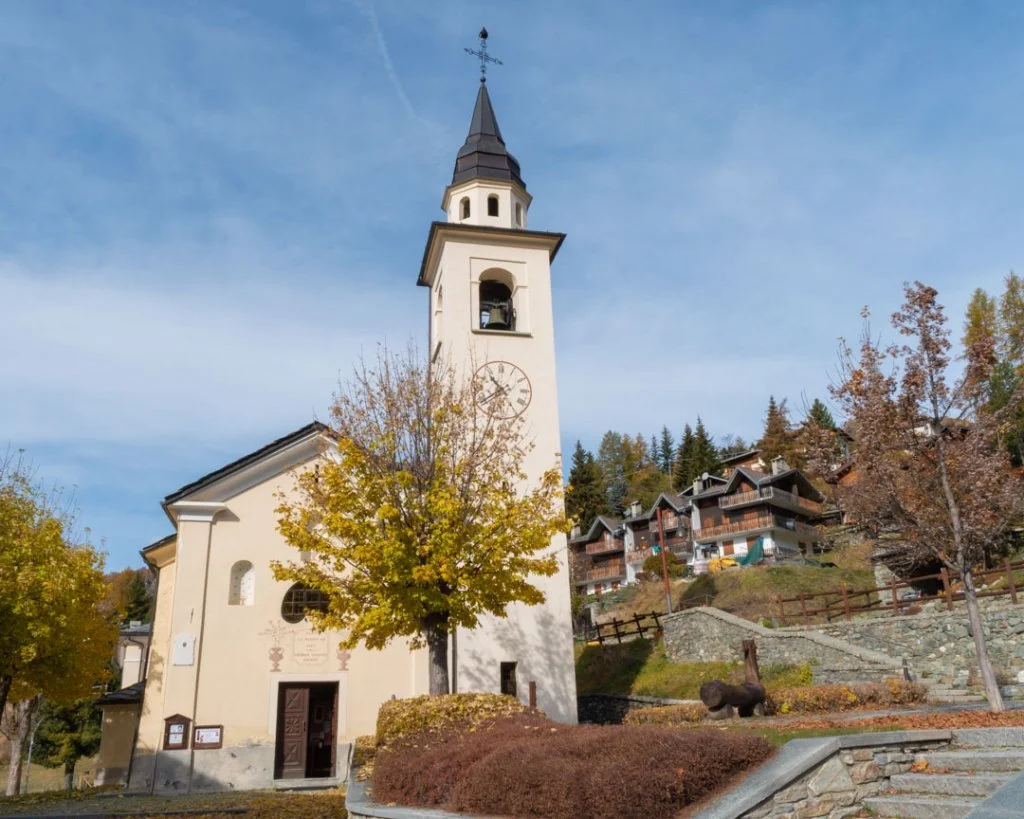
Chiesa parrocchiale a Lieussel.

Di seguito è presentata una tabella relativa alle amministrazioni che si sono succedute in questo comune.

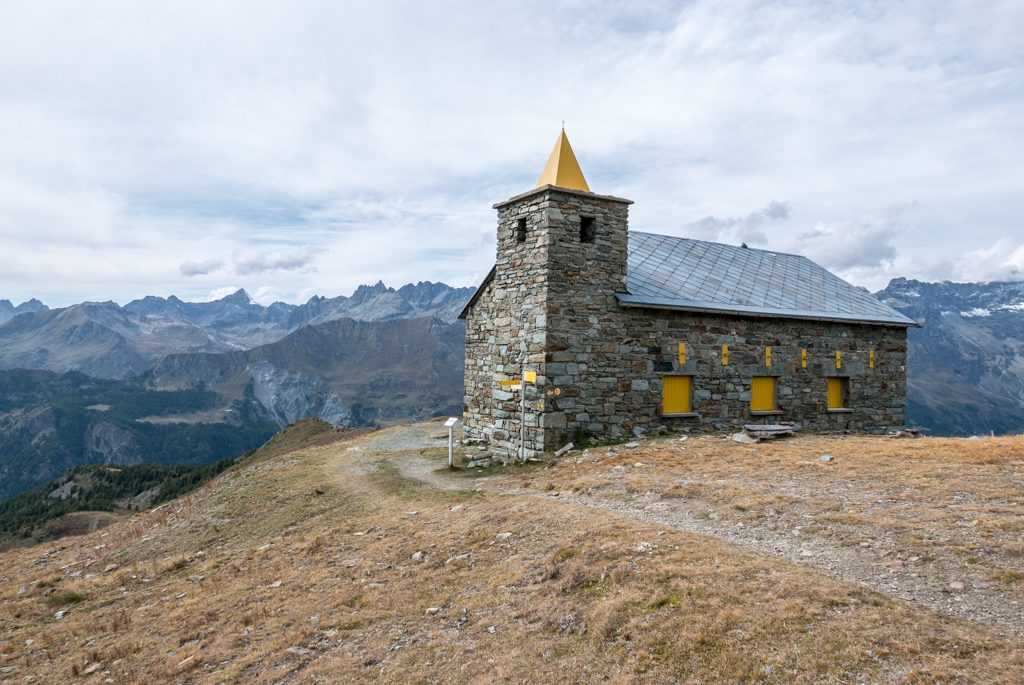
Santuario di Domenico Savio

| Periodo           | Periodo           | Primo cittadino | Partito      | Carica  | Note   |
| ----------------- | ----------------- | --------------- | ------------ | ------- | ------ |
| 28 giugno 1985    | 6 giugno 1990     | Enrico Rigollet | -            | Sindaco | [ 24 ] |
| 6 giugno 1990     | 29 maggio 1995    | Attilio Ducly   | -            | Sindaco | [ 24 ] |
| 5 giugno 1995     | 8 maggio 2000     | Luca Rigollet   | lista civica | Sindaco | [ 24 ] |
| 8 maggio 2000     | 9 maggio 2005     | Luca Rigollet   | lista civica | Sindaco | [ 24 ] |
| 9 maggio 2005     | 31 agosto 2006    | Luca Rigollet   | lista civica | Sindaco | [ 24 ] |
| 31 agosto 2006    | 24 maggio 2010    | Remo Ducly      | lista civica | Sindaco | [ 24 ] |
| 24 maggio 2010    | 11 maggio 2015    | Remo Ducly      | lista civica | Sindaco | [ 24 ] |
| 18 maggio 2015    | 22 settembre 2020 | Remo Ducly      | lista civica | Sindaco | [ 24 ] |
| 23 settembre 2020 | in carica         | Lorenzo Pucci   | lista civica | Sindaco | [ 24 ] |